# Брюс Смітон
Брюс Смітон (Bruce Smeaton, нар. 5 березня 1938 р.) — австралійський композитор, відомий як автор різноманітної музики до австралійських фільмів і телепрограм багатьох жанрів, зокрема повно- і короткометражних, телевізійних, документальних фільмів та реклами. Серед його музичних творів «Пікнік біля Навислої скелі», «Сім маленьких австралійців», «Роксана», «Крижана людина» та «Мовчазна Флейта». Він отримав нагороду Австралійського кіноінституту (AFI) за найкращу оригінальну музику для фільмів «Автомобілі, які з'їли Париж» (1974), «Великий Макарті» (1975), «Пісня Джиммі Блексміта» (1978) та «Герой вулиці» (1984, спільно з Гартом Портером) та інші.

## Біографія
Смітон народився в Брайтоні, штат Вікторія. Його музику розповсюджують лейбли Southern Cross Records і 1M1 Records.
У 1964 році Смітон працював учителем музики в державній Технічній школі Фокнера (тоді школа для хлопчиків) у районі парку Мумба в Північному Фокнері, передмісті Мельбурна. У той час у нього був пристрасний інтерес до старовинних автомобілів, які він часто привозив до школи.
Його новаторська синтезована музика для Wendy Cracked a Walnut була номінована на премію ARIA в 1991 році як найкращий саундтрек / акторський альбом / шоу-альбом.
Зараз він живе в Біналонгу, Новий Південний Уельс. Він був двічі одружений і має трьох дорослих дітей.

## Фільмографія

### Документальні фільми
- Bush, Books and Breedens (1973)
- My Brother Wartovo (1973)
- Kangaroo Island (1974)
- Pozieres (2000)

### Художні фільми
- Libido (1973)
- The Cars That Ate Paris (1974)
- Пікнік біля Навислої скелі (1975)
- The Great Macarthy (1975)
- The Devil's Playground (1976)
- The Trespassers (1976)
- Eliza Fraser a.k.a. The Adventures of Eliza Fraser (1976)
- Summerfield (1977)
- The Chant of Jimmie Blacksmith (1978)
- Circle of Iron a.k.a. The Silent Flute (1978)
- The Last of the Knucklemen (1979)
- Grendel Grendel Grendel (1980)
- …Maybe This Time (1980)
- Double Deal (1981)
- Monkey Grip (1982)
- Squizzy Taylor (1982)
- Barbarosa (1982)
- Undercover (1983)
- Крижана людина (1984)
- The Naked Country (1984)
- Departure (1985)
- Plenty (1985)
- Eleni (1985)
- Contagion (1987)
- Роксана (1987)
- Evil Angels a.k.a. A Cry in the Dark (1988)
- Wendy Cracked a Walnut aka Almost (1989)
- The Missing (1999)

### Короткометражні фільми
- The Clown and the Mindreader

### Телевізійні шоу
- Seven Little Australians (1973, ТВ-мінісерії)
- Ben Hall (1975, ТВ-серії)
- Tandarra (1976, miniseries)
- Patrol Boat (1979, ТВ-серії)
- The Timeless Land (1980, ТВ-мінісерії)
- A Town Like Alice (1981, ТВ-мінісерії)
- 1915 (1982, мінісерії)
- Five Mile Creek (1983, ТВ-серії)
- The Coral Island (1983, ТВ-мінісерії)
- Eureka Stockade (1984, ТВ-мінісерії)
- Boy in the Bush (1984, ТВ-мінісерії)
- A Thousand Skies (1986, ТВ-мінісерії)
- Jackson's Crew (1986, пілотний випуск)
- Tusitala (1986, ТВ-мінісерії)
- The Alien Years (1988, ТВ-мінісерії)
- Act of Betrayal (1988, фільм)
- Naked Under Capricorn (1989, фільм)
- The Private War of Lucinda Smith (1990, театралізований документальний фільм)
- The Last of the Ryans (1997, фільм)

## Нагороди та номінації

### ARIA Music Awards
ARIA Music Awards — це щорічна церемонія нагородження, яка відзначає досконалість, інновації та досягнення в усіх жанрах австралійської музики. Церемонія була започаткована у 1987 році.
| Year | Nominee / work         | Award                                        | Result    | Reference |
| ---- | ---------------------- | -------------------------------------------- | --------- | --------- |
| 1991 | Wendy Cracked a Walnut | Best Original Soundtrack, Cast or Show Album | Nominated | [ 6 ]     |